# (10466) Marius-Ioan
(10466) Marius-Ioan est un astéroïde de la ceinture principale.

## Description
(10466) Marius-Ioan est un astéroïde de la ceinture principale. Il fut découvert le 1er mars 1981 à l'Observatoire de Siding Spring par Schelte J. Bus. Il présente une orbite caractérisée par un demi-grand axe de 2,33 UA, une excentricité de 0,09 et une inclinaison de 4,2° par rapport à l'écliptique.